# Аскія Мохаммад II
Аскія Мохаммад II Бонкана (д/н — бл. 1559) — 5-й володар імперії Сонгаї в 1531—1537 роках.

## Життєпис
Син Умара Камд'яго (Комзаго), брата аскії Мохаммада. Народився в період володарювання Сонні Алі. Отримав ім'я Мохаммад і прізвисько Бонкана. За легендою, народився з зубами, що було поганою ознакою.
Наприкінці правління Аскії Мохаммада I отримав важливу посаду курміна-фара (відповідав за управління західними областями імперії).
Зі сходження на трон Аскії Муси почалися змови і заколоти проти останнього, який відповів стратами братів і стриєчних братів. У 1537 році за допомогою інших родичів повалив та стратив Аскію Мусу, а потім переміг іншого претендента на трон — Алі, сина Аскії Мохаммада I.
Ставши новим володарем, Аскія Мохаммад II не відчував себе впевнено, оскільки ще був живим Аскія Мохаммад I, який мав права на владу, користувався певною підтримкою військових. Тому володар заслав останнього на острів Кангаба на річці Нігер. Також призначив свого брата Утмана на посаду курміна-фара.
Спирався на підтримку племен та сільських мешканців, не приділяв уваги розвитку міст. Разом з тим намагався продовжити активну загарбницьку політику, насамперед намагався встановити зверхність над західними містами-державами хауса. Проте зазнав поразки від Мохаммада Канту, саркі (правителя) Кеббі. Можливо, ця поразка призвела до втрати підтримки серед військовиків, оскільки 1537 року Аскію Мохаммада II було повалено й засліплено. Він помер у засланні близько 1559 року. Новим володарем став його стриєчний брат Аскія Ісмаїл.